# Renillidae
Renillidae es una familia monogenérica de "plumas marinas" que pertenecen al orden Pennatulacea, dentro de la clase Anthozoa. 
Enmarcados comúnmente entre los corales blandos, ya que carecen de esqueleto cálcico como los corales del orden Scleractinia, por lo que no son corales hermatípicos. 
Forman colonias de pólipos, unidos por una masa carnosa de cenénquima, o tejido común generado por ellos, para soportar la colonia. Se distinguen del resto de plumas de mar por su única forma foliada de crecimiento de las colonias.
Se distribuyen en aguas tropicales y subtropicales de las costas americanas, tanto en el Pacífico como en el Atlántico.

## Especies
Según el Registro Mundial de Especies Marinas, la familia comprende 7 especies en su único género. 
- Renilla amethystina. Verrill, 1864
- Renilla koellikeri. Pfeffer, 1886
- Renilla muelleri. Kölliker, 1872
- Renilla musaica. Zamponi & Pérez, 1996
- Renilla octodentata. Zamponi & Pérez, 1996
- Renilla reniformis. (Pallas, 1766)
- Renilla tentaculata. Zamponi, Pérez & Capitali, 1996